# Lasy (województwo lubelskie)
Lasy – wieś w Polsce położona w województwie lubelskim, w powiecie kraśnickim, w gminie Kraśnik.
Wieś położona na północny wschód od miasta powiatowego Kraśnik. Na wieś składają się ulice: Bukowa, Jodłowa, Kalinowa i Wrzosowa (część drogi krajowej nr 19).
Na południu wsi przebiega nieczynna linia kolejowa Kraśnik – Kraśnik Fabryczny, która jest granicą z miastem Kraśnik. Na północ od wsi położony jest duży las „Ordynacki”; na wschód od wsi przebiega linia kolejowa nr 68 relacji Lublin – Stalowa Wola Rozwadów.
Od XIX wieku część Zarzecza Pierwszego, przedmieścia w granicach Kraśnika. 1 stycznia 1973 północną część Lasów odłączono od Kraśnika (i Zarzecza Pierwszego), tworząc w niej sołectwo Lasy w nowo uworzonej gminie Kraśnik. Południowa część Lasów pozostała w granicach Kraśnika w granicach obrębu ewidencyjnego Zarzecze I.
W latach 1975–1998 miejscowość administracyjnie należała do województwa lubelskiego.
Wieś stanowi sołectwo gminy Kraśnik. Według Narodowego Spisu Powszechnego (III 2011 r.) wieś liczyła 375 mieszkańców. 